# José Núñez de Cáceres
José Núñez de Cáceres y Albor (14 de março de 1772 – 11 de setembro de 1846) foi um político e escritor dominicano. Ele é conhecido por ser o líder do movimento de independência contra a Espanha em 1821 e o único presidente da efêmera República do Haiti espanhol, que existiu de 1º de dezembro de 1821 a 9 de fevereiro de 1822. Esse período ficou conhecido como a independência efêmera porque terminou rapidamente com a Unificação de Hispaniola sob o governo haitiano.
Antes de sua independência, enquanto a Espanha exercia um domínio superficial sobre o lado leste de Hispaniola, Núñez de Cáceres foi pioneiro no uso da literatura como arma de protesto social e política anticolonial. Foi também o primeiro fabulista dominicano e um dos primeiros contadores de histórias criollos da América espanhola. Muitos de seus trabalhos apareceram em seu próprio jornal satírico, El Duende, o segundo jornal criado em Santo Domingo.